# Valencia Club de Fútbol 1970-1971
Questa voce raccoglie le informazioni riguardanti il Valencia Club de Fútbol nelle competizioni ufficiali della stagione 1970-1971.

## Stagione
Assunto Alfredo Di Stéfano alla guida della squadra, il Valencia uscì nei primi turni della Coppa delle Fiere a causa di una sconfitta casalinga contro il KSK Beveren ma mantenendo l'imbattibilità per otto giornate consecutive poté inserirsi fra l'Atlético Madrid e il Barcellona nella lotta per il titolo. Assunto il comando della classifica alla sedicesima giornata, i Xotos mantennero il primato fino all'ultimo venendo raggiunti dai Colchoneros alla ventiquattresima giornata e, all'ultima giornata, da un Barcellona svantaggiato dalla classifica avulsa. Il Valencia poté quindi ottenere il quarto titolo del suo palmarès, ponendo fine a un decennale dualismo fra i blaugrana e il Real Madrid.
Con il Barcellona, il Valencia si contese fino all'ultimo atto per la vittoria della Coppa del Generalísimo: dopo aver eliminato alcune squadre militanti nel campionato cadetto nei primi turni e poi Malaga e Siviglia, nella finale i Xotos si fecero rimontare un doppio vantaggio arrivando sino ai supplementari, dove un gol di Ramón Alfonseda a metà della seconda frazione impedì al Valencia di conquistare l'accoppiata campionato-coppa nazionale,

## Maglie
Le divise sono caratterizzate dalla presenza dello stemma societario e del colletto a girocollo.
| Manica sinistra · Maglietta · Maglietta · Manica destra · Pantaloncini · Calzettoni |

## Rosa
| N. |                     | Ruolo | Calciatore          |
| -- | ------------------- | ----- | ------------------- |
|    | Spagna (bandiera)   | P     | Abelardo González   |
|    | Spagna (bandiera)   | P     | José Manuel Pesudo  |
|    | Spagna (bandiera)   | P     | Salvador Llopis     |
|    | Spagna (bandiera)   | D     | Fernando Barrachina |
|    | Spagna (bandiera)   | D     | Tatono              |
|    | Paraguay (bandiera) | D     | Aníbal Pérez        |
|    | Spagna (bandiera)   | D     | Francisco Vidagany  |
|    | Spagna (bandiera)   | D     | Juan Cruz Sol       |
|    | Spagna (bandiera)   | D     | Jesús Martínez      |
|    | Spagna (bandiera)   | C     | Antón Martínez      |
|    | Spagna (bandiera)   | C     | José Claramunt (I)  |
|    | Spagna (bandiera)   | C     | Paquito García      |

| N. |                      | Ruolo | Calciatore             |
| -- | -------------------- | ----- | ---------------------- |
|    | Spagna (bandiera)    | C     | Roberto Gil            |
|    | Spagna (bandiera)    | A     | Fernando Ansola        |
|    | Spagna (bandiera)    | A     | José Ramón Fuertes     |
|    | Paraguay (bandiera)  | A     | Vicente Jara           |
|    | Spagna (bandiera)    | A     | José Nebot             |
|    | Spagna (bandiera)    | A     | Manuel Polinario       |
|    | Spagna (bandiera)    | A     | Enrique Claramunt (II) |
|    | Spagna (bandiera)    | A     | José Vicente Forment   |
|    | Spagna (bandiera)    | A     | Sergio Lloret          |
|    | Spagna (bandiera)    | A     | Carlos Pellicer        |
|    | Argentina (bandiera) | A     | Óscar Valdez           |
|    | Spagna (bandiera)    | A     | Gabriel Uriarte        |

## Calciomercato

### Sessione estiva
| Acquisti | Acquisti        | Acquisti   | Acquisti |
| R.       | Nome            | da         | Modalità |
| -------- | --------------- | ---------- | -------- |
| A        | Sergio Lloret   | Levante    |          |
| A        | Carlos Pellicer | Barcellona |          |
| A        | Gabriel Uriarte | Sestao     |          |

| Cessioni | Cessioni             | Cessioni   | Cessioni      |
| R.       | Nome                 | a          | Modalità      |
| -------- | -------------------- | ---------- | ------------- |
| P        | José Antonio Illumbe | Pontevedra |               |
| C        | Jorge Cayuela        | Castellón  |               |
| C        | Luis Vilar           | Sabadell   |               |
| A        | Enrique Collar       |            | fine carriera |
| A        | Waldo Machado        | Hércules   |               |
| A        | Vicente Guillot      | Elche      |               |

### Operazioni esterne alle sessioni
| Acquisti | Acquisti           | Acquisti | Acquisti |
| R.       | Nome               | da       | Modalità |
| -------- | ------------------ | -------- | -------- |
| A        | Gabriel Uriarte    | Sestao   |          |
| A        | Óscar Rubén Valdez | Platense |          |

| Cessioni | Cessioni    | Cessioni     | Cessioni   |
| R.       | Nome        | a            | Modalità   |
| -------- | ----------- | ------------ | ---------- |
| C        | Roberto Gil | Calvo Sotelo | definitivo |

## Risultati

### Primera División

#### Girone di andata
| Arbitro: | Urrestarazu Elordi |

|               |           |  |
| Pirri 4’, 65’ | Marcatori |  |

| Arbitro: | Pintado Viu |

|                                    |           |            |
| Ansola 18’, 47’, 74’ Poli 21’, 54’ | Marcatori | 77’ Dévora |

| Arbitro: | Oliva Fortuny |

|  |           |            |
|  | Marcatori | 64’ Acosta |

| Arbitro: | Soto Montesinos |

|                        |           |                                   |
| Juárez 16’ Barrios 47’ | Marcatori | 27’ (rig.) Claramunt I 78’ Ansola |

| Valencia 11 ottobre 1970 5ª giornata | Valencia        | 0 – 0 referto | Real Sociedad | Mestalla\| Arbitro: \| Camacho Jiménez \| |
| Arbitro:                             | Camacho Jiménez |               |               |                                           |

| Arbitro: | Tomeo Palanques |

|  |           |           |
|  | Marcatori | 85’ Pérez |

| Arbitro: | Martín Álvarez |

|             |           |  |
| Forment 40’ | Marcatori |  |

| Arbitro: | Orrantia Capelastegui |

|  |           |                            |
|  | Marcatori | 11’ Claramunt I 83’ Valdez |

| Arbitro: | Vilanova Pericas |

|            |           |  |
| Lloret 70’ | Marcatori |  |

| Bilbao 22 novembre 1970 10ª giornata | Atlético Bilbao | 0 – 0 referto | Valencia | San Mamés\| Arbitro: \| Soto Montesinos \| |
| Arbitro:                             | Soto Montesinos |               |          |                                            |

| Arbitro: | Rigo Sureda |

|                         |           |  |
| Paquito 43’ Forment 55’ | Marcatori |  |

| Arbitro: | Pintado Viu |

|             |           |  |
| Jiménez 30’ | Marcatori |  |

| Arbitro: | Navarrete Antiñolo |

|                               |           |           |
| Pellicer 21’ Claramunt II 65’ | Marcatori | 4’ Garzón |

| Arbitro: | Saiz Elizondo |

|           |           |                                     |
| Curro 54’ | Marcatori | 37’ Forment 25’ Pellicer 86’ Lloret |

| Arbitro: | Soto Montesinos |

|                              |           |        |
| Claramunt II 60’ Forment 73’ | Marcatori | 62’ Ré |

#### Girone di ritorno
| Arbitro: | Franco Martínez |

|             |           |  |
| Forment 31’ | Marcatori |  |

| Las Palmas de Gran Canaria 10 gennaio 1971 17ª giornata | Las Palmas        | 0 – 0 referto | Valencia | Insular\| Arbitro: \| Ortiz de Mendíbil \| |
| Arbitro:                                                | Ortiz de Mendíbil |               |          |                                            |

| Arbitro: | Pintado Viu |

|                      |           |                       |
| Pazos 56’ Acosta 70’ | Marcatori | 26’ Lloret 66’ Valdez |

| Arbitro: | Gómez Platas |

|                         |           |             |
| Paquito 20’ Forment 77’ | Marcatori | 49’ Barrios |

| San Sebastián 31 gennaio 1971 20ª giornata | Real Sociedad   | 0 – 0 referto | Valencia | Anoeta\| Arbitro: \| Franco Martínez \| |
| Arbitro:                                   | Franco Martínez |               |          |                                         |

| Arbitro: | Soto Montesinos |

|           |           |  |
| Pérez 56’ | Marcatori |  |

| Arbitro: | Guruceta Muro |

|  |           |              |
|  | Marcatori | 75’ Pellicer |

| Arbitro: | Orrantia Capelastegui |

|             |           |            |
| Paquito 34’ | Marcatori | 17’ Rexach |

| Arbitro: | Medina Iglesias |

|                                    |           |  |
| Gárate 36’ Ufarte 58’ Aragonés 66’ | Marcatori |  |

| Arbitro: | Tomeo Palanques |

|                                                    |           |  |
| Valdez 36’ Forment 53’ Lloret 68’ Claramunt II 70’ | Marcatori |  |

| Arbitro: | Franco Martínez |

|  |           |                              |
|  | Marcatori | 46’ Claramunt I 83’ Martínez |

| Arbitro: | Gómez Platas |

|                              |           |             |
| Claramunt II 30’ Forment 80’ | Marcatori | 50’ Lezcano |

| Arbitro: | Martínez Banegas |

|  |           |              |
|  | Marcatori | 89’ Martínez |

| Arbitro: | Serrano Sancristóbal |

|                                  |           |  |
| Valdez 20’, 39’ Claramunt II 88’ | Marcatori |  |

| Arbitro: | Franco Martínez |

|            |           |  |
| Lamata 65’ | Marcatori |  |

### Copa del Generalísimo
| Arbitro: | Vilanova Percias |

|           |           |                  |
| Pérez 47’ | Marcatori | 71’ Claramunt II |

| Arbitro: | Saiz Elizondo |

|                                                                            |           |                                              |
| Fuertes 4’ Claramunt I 26’ (rig.), 40’ (rig.) Forment 58’ Aníbal Pérez 80’ | Marcatori | 55’ (rig.) Domínguez 64’ Pocholo 89’ Benegas |

| Valencia 19 maggio 1971 Ottavi di finale - Andata | Valencia             | 0 – 0 referto | Real Betis | Mestalla\| Arbitro: \| Serrano Sancristóbal \| |
| Arbitro:                                          | Serrano Sancristóbal |               |            |                                                |

| Arbitro: | Urrestazu Elordi |

|  |           |                                                          |
|  | Marcatori | 3’ Claramunt I 46’ (rig.) Frígols 50’ Forment 65’ Valdez |

| Arbitro: | Soto Montesinos |

|  |           |             |
|  | Marcatori | 74’ Forment |

| Arbitro: | Martínez Banegas |

|                                    |           |                    |
| Forment 15’ Valdez 29’ Paquito 86’ | Marcatori | 84’ (rig.) Viberti |

| Arbitro: | Rigo Sureda |

|                           |           |  |
| Claramunt I 7’ Ansola 20’ | Marcatori |  |

| Arbitro: | Martínez Banegas |

|  |           |                       |
|  | Marcatori | 39’ Valdez 48’ Lloret |

| Arbitro: | Sáiz Elizondo |

|                                           |           |                                                |
| Fusté 52’ Zabalza 70’, 99’ Alfonseda 112’ | Marcatori | 20’ (rig.) Claramunt I 47’ Paquito 101’ Valdez |

### Coppa delle Fiere
| Arbitro: | Delcourt |

|  |           |                                     |
|  | Marcatori | 13’, 22’ Claramunt I 75’ Barrachina |

| Arbitro: | Smith |

|                          |           |               |
| Jara 12’ Lloret 19’, 46’ | Marcatori | 40’ Wigginton |

| Arbitro: | Wurtz |

|  |           |                   |
|  | Marcatori | 76’ de Raeymaeker |

| Arbitro: | Nystrand |

|                   |           |             |
| de Raeymaeker 59’ | Marcatori | 82’ Forment |

## Statistiche

### Statistiche di squadra
| Competizione          | Punti | Totale | Totale | Totale | Totale | Totale | Totale | DR  |
| Competizione          | Punti | G      | V      | N      | P      | Gf     | Gs     | DR  |
| --------------------- | ----- | ------ | ------ | ------ | ------ | ------ | ------ | --- |
| Primera División      | 43    | 30     | 18     | 7      | 5      | 41     | 19     | +22 |
| Copa del Generalísimo | -     | 10     | 7      | 3      | 1      | 25     | 11     | +14 |
| Coppa delle Fiere     | -     | 4      | 2      | 1      | 1      | 7      | 3      | +4  |
| Totale                | -     | 42     | 26     | 8      | 8      | 84     | 43     | +41 |

### Andamento in campionato
| Giornata  | 1  | 2 | 3  | 4  | 5 | 6 | 7 | 8 | 9 | 10 | 11 | 12 | 13 | 14 | 15 | 16 | 17 | 18 | 19 | 20 | 21 | 22 | 23 | 24 | 25 | 26 | 27 | 28 | 29 | 30 |
| --------- | -- | - | -- | -- | - | - | - | - | - | -- | -- | -- | -- | -- | -- | -- | -- | -- | -- | -- | -- | -- | -- | -- | -- | -- | -- | -- | -- | -- |
| Luogo     | T  | C | C  | T  | C | T | C | T | C | T  | C  | T  | C  | T  | C  | C  | T  | T  | C  | T  | C  | T  | C  | T  | C  | T  | C  | T  | C  | T  |
| Risultato | P  | V | P  | N  | N | V | V | V | V | N  | V  | P  | V  | V  | V  | V  | N  | N  | V  | N  | V  | V  | N  | P  | V  | V  | V  | V  | V  | P  |
| Posizione | 16 | 7 | 11 | 10 | 8 | 6 | 4 | 4 | 3 | 3  | 3  | 3  | 3  | 3  | 2  | 1  | 1  | 1  | 1  | 1  | 1  | 1  | 1  | 2  | 1  | 1  | 1  | 1  | 1  | 1  |

Fonte:  Valencia 1970-71 - Liga, su bdfutbol.com.
Legenda:

Luogo: C = Casa; T = Trasferta. Risultato: V = Vittoria; N = Pareggio; P = Sconfitta.

### Statistiche dei giocatori
| Giocatore     | Primera División | Primera División | Copa del Generalísimo | Copa del Generalísimo | Coppa delle Fiere | Coppa delle Fiere | Totale   | Totale |
| Giocatore     | Presenze         | Reti             | Presenze              | Reti                  | Presenze          | Reti              | Presenze | Reti   |
| ------------- | ---------------- | ---------------- | --------------------- | --------------------- | ----------------- | ----------------- | -------- | ------ |
| F. Ansola     | 6                | 4                | 6                     | 1                     | 3                 | 0                 | 15       | 5      |
| F. Barrachina | 4                | 0                | 8                     | 0                     | 2                 | 1                 | 14       | 1      |
| J. Claramunt  | 30               | 4                | 9                     | 1                     | 4                 | 2                 | 43       | 7      |
| E. Claramunt  | 22               | 4                | 7                     | 5                     | 2                 | 0                 | 31       | 9      |
| J. Forment    | 26               | 8                | 8                     | 5                     | 2                 | 1                 | 36       | 14     |
| J. Fuertes    | 4                | 0                | 0                     | 0                     | 4                 | 1                 | 8        | 1      |
| Tatono        | 16               | 0                | 0                     | 0                     | 2                 | 0                 | 18       | 0      |
| P. García     | 27               | 3                | 9                     | 2                     | 3                 | 0                 | 39       | 5      |
| A. González   | 30               | -19              | 9                     | -8                    | 3                 | -2                | 42       | -29    |
| V. Jara       | 3                | 0                | 0                     | 0                     | 2                 | 1                 | 5        | 1      |
| S. Llopis     | 0                | 0                | 1                     | -1                    | 0                 | 0                 | 1        | -1     |
| S. Lloret     | 30               | 4                | 8                     | 0                     | 4                 | 2                 | 42       | 6      |
| J. Martínez   | 9                | 0                | 7                     | 0                     | 1                 | 0                 | 17       | 0      |
| J. Nebot      | 1                | 0                | 0                     | 0                     | 1                 | 0                 | 2        | 0      |
| C. Pellicer   | 22               | 3                | 2                     | 0                     | 3                 | 0                 | 27       | 3      |
| A. Pérez      | 30               | 2                | 6                     | 1                     | 4                 | 0                 | 40       | 3      |
| J.M. Pesudo   | 0                | 0                | 0                     | 0                     | 1                 | -1                | 1        | -1     |
| M. Polinario  | 14               | 2                | 3                     | 0                     | 3                 | 0                 | 20       | 2      |
| J. Sol        | 29               | 0                | 5                     | 0                     | 4                 | 0                 | 38       | 0      |
| G. Uriarte    | 2                | 0                | 0                     | 0                     | 1                 | 0                 | 3        | 0      |
| O. Valdez     | 18               | 0                | 7                     | 5                     | 2                 | 0                 | 27       | 5      |
| F. Vidagany   | 7                | 0                | 7                     | 0                     | 3                 | 0                 | 17       | 0      |